# 西川泰夫
西川 泰夫（にしかわ やすお、1939年 - ）は、日本の心理学者。上智大学名誉教授。

## 略歴
千葉県千葉市出身。
1964年慶應義塾大学文学部哲学科心理学専攻卒業。
1966年年同大学大学院社会学研究科心理学専攻修士課程修了。
1969年同博士課程単位取得満期退学。1978年慶大より文学博士を取得。
1969年上智大学文学部助手、1970年専任講師、1974年助教授、1981年教授、1998年名誉教授。
同年北海道大学文学部教授、2000年同文学研究科教授。
2002年放送大学教養学部教授、2010年～2015年客員教授。

## 著書

### 単著
- 『行動分析学 行動と文化』（講談社, 1978年）
- 『ブラック・ボックス的人間論』（講談社, 1979年）
- 『行動医学』（講談社, 1981年）
- 『実験行動学 行動から心へ』（講談社, 1988年）
- 『「認識」のかたち 自分を知るための心理学』（誠信書房, 1988年）
- 『認知行動科学』（放送大学教育振興会, 2002年）
- 『心の科学のフロンティア』（培風館, 2004年）
- 『心をめぐるパラダイム 人工知能はいかに可能か』（左右社, 2015年）

### 編著
- 『現代心理学への招待』（八千代出版, 1989年）
- 『認知科学』（相場覚共編, 放送大学教育振興会, 2000年）
- 『心の科学』（波多野誼余夫共編, 放送大学教育振興会, 2004年）
- 『心理学史』（高砂美樹共編, 放送大学教育振興会, 2005年）
- 『計量心理学』（大澤光, 沼野元義共編, 放送大学教育振興会, 2006年）
- 『認知科学の展開』（阿部純一, 仲真紀子共編, 放送大学教育振興会, 2008年）